# 地域医療機能推進機構横浜中央病院附属看護専門学校
地域医療機能推進機構横浜中央病院附属看護専門学校（ちいきいりょうきのうすいしんきこうよこはまちゅうおうびょういんふぞくかんごせんもんがっこう）は、神奈川県横浜市南区にあった専修学校である。

## 設置学科
- 看護学科3年制

## 沿革
- 2021年 学生募集を最後とし、2024年（令和6年）に閉校する予定[1]。

## 交通アクセス
- 京急本線 黄金町駅下車、改札出て右方向へ徒歩（約15分程度）
- 横浜市営地下鉄ブルーライン 阪東橋駅下車、「4番出口」より徒歩（約10分程度）